# Jardin des Poètes
El Jardin des Poètes (o square des Poètes) és un jardí públic parisenc situat al costat del Jardí dels hivernacles d'Auteuil, a París ( 16è districte). Va ser creat el 1954 per la Ciutat de París. La seva superfície és de 13400m².
La seva particularitat és de presentar plaques, disseminades sobre les gespes, portant cadascuna alguns versos de poetes francesos, cèlebres o no, així com alguns busts de poetes (com ara un bust de Pouchkine, ofert per la Ciutat de Moscou)
D'ençà l'any 2006, aquest espai verd (com el jardí dels hivernacles d'Auteuil que confronta) es troba amenaçat per un projecte d'unió entre l'estadi Hébert i l'Estadi Roland-Garros.